# Общество историков-марксистов
Общество историков-марксистов (ОИМ) — организация, действовавшая в 1925—1936 годах. Было создано по инициативе М. Н. Покровского при Комакадемии для объединения советских историков, работавших на позициях марксизма. Общество было призвано стать их научным и методологическим центром, содействовать организации преподавания истории в ВУЗах и школах.

## История общества
Создание ОИМ шло весной 1925 года. Среди его учредителей — M. H. Покровский, А. В. Шестаков, В. П. Волгин, П. О. Горин, А. М. Панкратова. Официально о создании общества было объявлено 1 июня 1925 года. По другим данным, учредительное собрание состоялось 2 марта.
Создание общества было обусловлено желанием консолидировать силы учёных-марксистов в условиях, когда дореволюционные специалисты во многом еще определяли лицо исторической науки. Для марксистов эти специалисты были «буржуазными историками».
Первоначально в состав ОИМ входило около 40 человек, преимущественно из Москвы; в 1927 г. — 177 человек, из них 145 в Москве. В 1929 г. ОИМ объединяло уже 345 человек.
Устав Общества, определивший его структуру, права и обязанности членов, был принят 15 февраля 1926 г.
В конце 1928 — начале 1929 года была проведена I Всесоюзная конференция историков-марксистов.
В 1929 г. ОИМ вошло в состав Комакадемии. В 1930 г. было преобразовано во Всесоюзное научное общество. В этой связи уже в 1931 г. общество насчитывало около 30 региональных отделений (в Ленинграде, Казани, Воронеже, Свердловске, Ярославле, Новосибирске, Баку и других городах) и более 300 членов. При формировании региональной сети отделений первоочередные требования предъявлялись не к научным заслугам членов, а к их политической благонадежности; в состав обществ на местах принимали не только преподавателей ВУЗов, но и техникумов, и школьных учителей.
Согласно сведениям БСЭ, Общество прекратило свою работу уже в 1932—1933 годах. Фактически, в это время деятельность ОИМ сворачивается в связи со смертью М. Н. Покровского и тем, что пространство исторических исследований было «зачищено» от историков-немарксистов, завершением «культурной революции». Полностью общество прекратило свою деятельность в 1936 г. с ликвидацией Комакадемии.

## Деятельность общества

### Цели и задачи
Согласно уставу, задачами Общества провозглашались:
1. Объединить всех марксистов, занимающихся научной работой в области истории;
2. Разработка вопросов истории и марксистской методологии истории;
3. Борьба с извращениями истории буржуазной наукой[3].

### Организационная структура
В составе ОИМ работали секции:
- истории России;
- истории Коммунистической партии СССР;
- стран Запада;
- Востока;
- общественных форм;
- методическая[2].

Также действовали комиссии:
- по истории революционных войн и вооружённых восстаний;
- по истории пролетариата;
- империалистической войны 1914-18[2].

### Участие в научных дискуссиях
После 1922 года наступил период относительно мирного сосуществования оставшихся представителей «старой» и «новой» науки. Историки марксисты и немарксисты совместно участвовали в подготовке статей для журнала «Историк-марксист», в «исторической неделе» в Берлине в июне 1928 г. и в международном конгрессе историков в Осло в том же году.
При этом уже с весны 1928 года, с Всесоюзной конференции марксистско-ленинских научно-исследовательских учреждений, усилилась критика методологических основ дореволюционной историографии. В апреле 1928 г. в журнале «Историк-марксист» была опубликована статья «„Новые“ течения в русской исторической литературе», в которой М. Н. Покровский критиковал исследования Д. М. Петрушевского и Е. В. Тарле за «неокантианство», «антантофильство» и «затушевывание объективного хода европейской истории к социалистической революции». Резолюция Всероссийской конференции историков-марксистов объявляла членов ОИМ «воинствующими марксистами». На общем собрании ОИМ 19 марта 1930 г. была принята резолюция о том, что «каждого антимарксиста приходится рассматривать как потенциального вредителя».
Значительное место в деятельности ОИМ и его региональных отделений занимало празднование юбилеев революционных событий и лиц, организация  вечеров воспоминаний о Гражданской войне. Вместе с тем в ОИМ обсуждались вопросы сближения исторической науки со строительством социализма, преподавания исторических дисциплин в школах и ВУЗах, велся сбор информации о социалистическом строительстве на предприятиях.

### Издания общества
- с 1926 г. журнал «Историк-марксист»;
- с 1931 г. журнал «Борьба классов»[2].